# 第10施設大隊
第10施設大隊（だいじゅうしせつだいたい、JGSDF 10th Engineer Battalion(Combat)）は、陸上自衛隊春日井駐屯地（愛知県春日井市）に駐屯する第10師団隷下の施設科部隊である。

## 概要
大隊長は2等陸佐が充てられ、大隊本部、本部管理中隊および3個の施設中隊からなり第10師団隷下部隊に対する施設作業を担任する。第10施設大隊長は、第10師団司令部の施設課長を兼任する。

## 沿革
第10混成団第10施設大隊
- 1958年（昭和33年）6月26日：第10混成団編成により、第10施設大隊（2個施設中隊基幹）が千僧駐屯地において編成完結。大久保駐屯地へ移駐。
- 1960年（昭和35年）3月21日：第10施設大隊が大久保駐屯地から豊川駐屯地に移駐[1]。

第10師団第10施設大隊
- 1962年（昭和37年）1月18日：第10混成団の第10師団への改編により、第3施設中隊を新編。
- 1967年（昭和42年）3月10日：第10施設大隊が豊川駐屯地から春日井駐屯地へ移駐。

- 2004年（平成16年）3月29日：

1. 第4施設中隊（即応予備中隊）を新編。
2. 後方支援体制変換に伴い、整備部門を第10後方支援連隊第1整備大隊施設整備隊等へ移管。

- 2014年（平成26年）3月26日：第4施設中隊（即応予備中隊）を廃止。

## 部隊編成
- 第10施設大隊本部
- 本部管理中隊「10施-本」
- 第1施設中隊「10施-1」
- 第2施設中隊「10施-2」
- 第3施設中隊「10施-3」

編制の変遷
- 1958年（昭和33年）6月26日新編
  - 第10混成団隷下：3個中隊（本部管理中隊・第1施設中隊・第2施設中隊）
- 1962年（昭和37年）1月18日改編
  - 第10師団隷下：4個中隊（本部管理中隊・第1施設中隊・第2施設中隊・第3施設中隊）
- 2004年（平成16年）3月29日改編
  - 第10師団隷下：5個中隊（本部管理中隊・第1施設中隊・第2施設中隊・第3施設中隊・第4施設中隊（即応予備中隊））
- 2014年（平成26年）3月26日改編
  - 第10師団隷下：4個中隊（本部管理中隊・第1施設中隊・第2施設中隊・第3施設中隊）

## 整備支援部隊
- 第10後方支援連隊第1整備大隊施設整備隊「10後支-1整-施」（春日井駐屯地）：2004年（平成16年）3月29日から

## 主要幹部
| 官職名         | 階級    | 氏名     | 補職発令日      | 前職         |
| -------------- | ------- | -------- | --------------- | ------------ |
| 第10施設大隊長 | 2等陸佐 | 吉田泰輔 | 2018年03月023日 | 陸上幕僚監部 |

| 代 | 氏名     | 在職期間                        |
| -- | -------- | ------------------------------- |
| 20 | 高木照男 |                                 |
| 21 | 大坪伸生 | 2003年00月00日 - 2005年07月27日 |
| 22 | 三田亮司 | 2005年07月28日 - 2007年07月31日 |
| 23 | 田平秀晴 | 2007年08月01日 - 2009年03月23日 |
| 24 | 仲西勝典 | 2009年03月24日 - 2010年03月22日 |
| 25 | 倉本浩二 | 2010年03月23日 - 2011年04月18日 |
| 26 | 坂本晴俊 | 2011年04月19日 - 2013年03月22日 |
| 27 | 箕輪康二 | 2013年03月23日 - 2015年03月31日 |
| 28 | 坂口 誠  | 2015年04月01日 - 2016年07月31日 |
| 29 | 大谷和之 | 2016年08月01日 - 2018年03月22日 |
| 30 | 吉田泰輔 | 2018年03月23日 -                |

## 主要装備
- 70式地雷原爆破装置（改）
- 89式地雷原探知機セット
- 中型ドーザ
- 大型ドーザ
- グレーダ
- 小型ショベルドーザ
- 掩体掘削機
- 資材運搬車
- バケットローダ
- トラッククレーン
- 軽徒橋
- パネル橋
- 07式機動支援橋
- 1/2tトラック / 73式小型トラック
- 1 1/2tトラック / 73式中型トラック
- 3 1/2tトラック / 73式大型トラック
- 発煙機3型
- 94式除染装置
- 9mm拳銃
- 89式5.56mm小銃
- 5.56mm機関銃MINIMI
- 12.7mm重機関銃M2
- 84mm無反動砲
- 110mm個人携帯対戦車弾

## 国際貢献活動
- 平成4年9月～平成5年4月 第1次カンボディア派遣施設大隊
- 平成10年1月～8月 第5次ゴラン高原派遣輸送隊
- 平成14年9月～平成15年4月 第14次ゴラン高原派遣輸送隊
- 平成15年2月～11月 第3次東チモール派遣施設群
- 平成17年1月～6月 第5次イラク復興支援群
- 平成23年2月～8月 ハイチ派遣国際救援隊(4次要員)
- 平成23年8月～24年3月 ゴラン高原派遣輸送隊(第32次)
- 平成24年7月～24年12月 ハイチ派遣国際救援隊(7次要員)
- 平成25年11月～ 26年5月 南スーダン国際平和協力隊(5次要員)
- 平成27年11月～ 南スーダン国際平和協力隊(9次要員)

## 主な災害派遣活動
- 昭和34年9月～12月 伊勢湾台風による風水害救助
- 昭和38年1月～2月 北陸地区豪雪による災害救助
- 昭和43年8月～10月 奥飛騨川バス転落救助
- 昭和51年9月 濃尾集中豪雨による災害救助
- 昭和54年8月 奥飛騨豪雨による水害救助
- 昭和56年1月 北陸豪雪による道路の除雪・排雪
- 平成6年4月 中華航空機墜落事故救難活動
- 平成7年1月～4月 阪神・淡路大震災救助活動
- 平成9年1月 タンカー重油流出事故対処活動
- 平成12年9月 東海地区集中豪雨災害救助
- 平成19年3月 能登半島地震災害派遣
- 平成19年7月 中越沖地震地震災害派遣
- 平成23年3月～ 東日本大震災災害派遣
- 平成23年9月 三重県南部集中豪雨災害派遣
- 平成30年2月 福井県における大雪に係る災害派遣
- 平成30年7月 平成30年7月豪雨災害派遣